# Roeslan en Ljoedmila (film)
Roeslan en Ljoedmila (Russisch: Руслан и Людмила, Roeslan i Ljoedmila) is een film uit 1972 onder regie Aleksandr Ptoesjko. De film is gebaseerd op het gelijknamige gedicht uit 1820 van de Russische auteur Aleksandr Poesjkin.

## Verhaal
Tijdens haar bruiloftsfeest met prins Roeslan wordt prinses Ljoedmila geschaakt door de boze tovenaar Tsjernomor. Ljoedmila's vader, grootvorst Vladimir van Kiev, roept daarom alle krijgers in het land op om haar te redden. Hij belooft de redder de hand van zijn dochter. Prins Roeslan trekt eropuit om zijn geliefde te vinden.

## Rolverdeling
| Acteur              | Personage   |
| ------------------- | ----------- |
| Valeri Kozinets     | Roesland    |
| Natalja Petrova     | Ljoedmila   |
| Andrej Abrikosov    | Vladimir    |
| Vladimir Fjodorov   | Tsjernomor  |
| Maria Kapnist       | Naina       |
| Natalja Chrennikova | Jonge Naina |
| Igor Jasoelovitsj   | Fin         |
| Oleg Moksjantsev    | Rogdaj      |
| Roeslan Achmetov    | Ratmir      |